# P-700 (ミサイル)
P-700「グラニート」 (ロシア語: П-700 «Гранит»ペー・スィミソート・グラニート)は、ソビエト連邦で開発された長射程型の対艦ミサイル。愛称は「御影石」の意味。
西側諸国においては、アメリカ国防総省（DoD）識別番号としてはSS-N-19、NATOコードネームでは「シップレック」（英語で「難破船」の意味）と呼ばれた。

## 開発
P-700は、チェロメイ設計局（現機械製造科学生産連合）によって、1970年代から、前任のP-70「アメチスト」（SS-N-7「スターブライト」）およびP-120「マラヒート」(SS-N-9「サイレーン」)との置換を目指して開発が開始された。前任の2つのタイプのミサイルは射程が短く、仮想敵であるアメリカ海軍空母機動部隊の対潜・対空防御能力が年々向上するにつれて、その戦術的価値が減少しつつあり、その長距離射程化が求められた。そのため、射程の延伸、強力な弾頭の搭載などのため、重量が7トンにも達する巨大なミサイルとなり、推進システムや誘導機構にそれまでに無いシステムが多く導入された。

## 特色

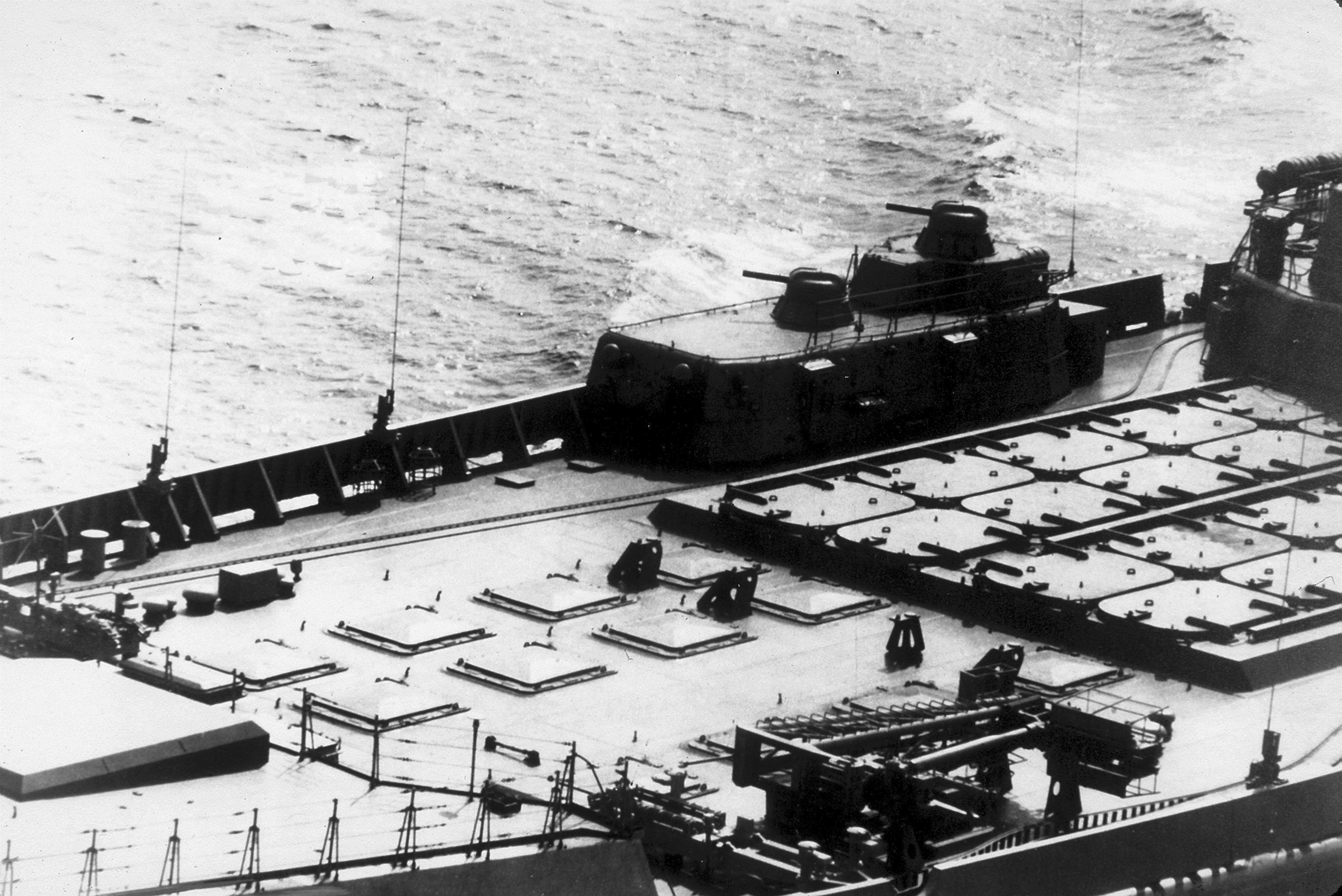
キーロフ級ミサイル巡洋艦「フルンゼ」のP-700垂直発射機（右側）

グラニートは、その巨大さによって、西側ではほとんど例を見ないような特異な機軸を含むことが可能であった。

### 推進
P-50やP-70がロケットエンジンのみで推進していたのに対し、P-700ではロケット推進は一種の固体ロケットブースターであり、それで加速してラムジェットエンジンが動作可能な速度になった後は、ラムジェットエンジンにより巡航する。詳細には、それが多段式ではなく一体化されたインテグラル・ロケット・ラムジェット (integral rocket ramjet、IRR) である。弾頭も、高性能通常炸薬によるHE弾頭(500 kg)もしくは核出力500 kt（TNT換算）相当の核弾頭を搭載することで、核弾頭の搭載で戦略兵器としての性格も帯びることになった。

### 誘導
P-700以前のソ連製長距離対艦ミサイルは、発射後に航空機(Ka-25やTu-95など)によって中間誘導してやらなければ、その長射程を生かすことは出来なかった。しかし、米海軍空母戦闘機の能力が向上するにつれ、航空機による中間誘導は、有効性に疑問が持たれるようになっていった。
この問題を解決するため、ソ連海軍は、グラニートの開発に当たり、1960年代初頭から開発が始まっていた偵察衛星による全地球規模の海洋情報収集システム「レゲンダ」を利用した。このシステムとの連携により、グラニートは、それまでのソ連の長距離対艦ミサイルのように航空機による中間誘導が不要となり、戦術的な脆弱性が減じられた。なお、グラニートの設計に当たったチェロメイ設計局は、「レゲンダ」システム開発にも参加しており、センサー用衛星も同時並行で設計していた。
1970年代末より運用を開始したレゲンダは、フォークランド紛争(1982年)において、英軍の動向を逐一監視し、有用性を示した(当時の西側は、そのような事は知らず、冷戦後に判明した)。
グラニートは複数発の同時発射が原則だが、発射されたミサイルは「編隊」を組み、ミサイルのうち1基が「編隊長」となり、他のミサイルを「率いて」目標に向かう。「編隊長」が攻撃を受けたり故障したり、何らかの理由で墜落したら、他のミサイルが自動的に指揮を引き継いで目標に向かう。
こうした700kmもの長大な射程は、発射母体となる水上艦や潜水艦の探知能力を大きく超えており、これらの艦艇はこのミサイルを単独では運用できない。各個艦の外部にあるセンサーや情報と統合されなければまったく運用できないのであり、統合運用ドクトリンに回帰することになった。

### 発射機
ミサイルの巨大さのため、発射機は専用のVLS（垂直発射機）が用意されたが、あまりにミサイルが長大であるため大型艦でも船体内に収めるのが容易でなく、前方へ約45度傾けて全高を抑制している。また、コスト削減のため潜水艦用に設計されたシステムをそのまま水上艦にも流用しているが、これにより発射前にVLSへの注水が必要で、キーロフ級では発射態勢での機動性に大きな悪影響を及ぼしているとされる。

## 早すぎた重長距離対艦ミサイル
このミサイルは、（ソ連を核空爆可能な）米海軍の空母機動部隊に（空母艦載機に先に撃沈されるのを回避するため）長射程（重弾頭）対艦ミサイルの飽和攻撃で対抗するという、冷戦期ソ連海軍のドクトリンのいわば最終的な帰結であったということができる。しかし同時に、このような重量級のミサイルは運用母体を厳しく選ぶことになるだけでなく、高度な自律捜索のための編隊長ミサイルの高高度飛行と隠密性のための僚機の低空飛行や、当時の技術で衛星運用が多数必要など「前進観測機不要にするための凝り過ぎた誘導システム」の総運用コストは著しく高いものになってしまった。「ミサイル飛行中に目標が動く」という問題は現代でも長射程対艦ミサイルが抱える問題といえよう。
ほぼ同時期に開発され、射程や弾頭搭載量でよく似通っているアメリカのトマホーク対艦ミサイル(TASM)の場合は、総重量は5分の1(約1.4t)、射程450km、HE弾頭450kgとP-700に比べ小型で、大型の翼によって小さいながら長距離飛行可能であったが、GPS供用以前の設計で、TERCOM地形照合航法装置は平面な海上では使えず、衛星中間指令誘導未搭載など、誘導に問題があり対地型と対象的に短期間で退役になっている。
こうして長距離対艦ミサイルの分野はあとに続かないでいたが、21世紀になると技術の発展により3M22 ツィルコン、LRASM、東風-21Dなどの新世代の長距離対艦ミサイルが登場するようになった。

## 搭載艦
- キーロフ級ミサイル巡洋艦
- オスカー級原子力潜水艦
- アドミラル・クズネツォフ (空母)